# Wiśniewo (powiat ostrowski)
Wiśniewo – wieś sołecka w Polsce położona w województwie mazowieckim, w powiecie ostrowskim, w gminie Ostrów Mazowiecka.
Prywatna wieś duchowna położona była w drugiej połowie XVI wieku w powiecie kamienieckim ziemi nurskiej województwa mazowieckiego. W latach 1975–1998 miejscowość należała administracyjnie do województwa ostrołęckiego.
Wierni kościoła rzymskokatolickiego należą do parafii św. Rocha w Długosiodle.